# Scandal (groupe japonais)
Pour les articles homonymes, voir Scandal.
 (avril 2015).
Si vous disposez d'ouvrages ou d'articles de référence ou si vous connaissez des sites web de qualité traitant du thème abordé ici, merci de compléter l'article en donnant les références utiles à sa vérifiabilité et en les liant à la section « Notes et références ».
Scandal (typographié SCANDAL) est un groupe féminin de J-pop / J-rock japonais.

## Présentation
Le groupe Scandal est formé en 2006, par quatre adolescentes aux instruments et au chant : Haruna Ono, Tomomi Ogawa, Mami Sasazaki et Rina Suzuki. Elles se sont rencontrées à l'école de chant et de danse CALESS à Osaka. Peu de temps après, les quatre jeunes filles ont commencé leur début dans les rues du Shiroten à l'Osaka Castle Park et ont rapidement eu des offres provenant de clubs de Kyoto et Osaka. À partir de 2008, les quatre adolescentes ont commencé à gagner en popularité grâce au 9e Impact Japan Expo 2008,en France, aux États-Unis et à Hong Kong.
Scandal comporte deux sous-groupes. Le premier, Dobon Dobon, composé de Mami et Tomomi et le second, Almond Crush, composé de Haruna et Rina. Ces deux sous groupes sont en compétition.
En 2012, la batteuse Rina participe en parallèle au groupe temporaire Halloween Junky Orchestra du chanteur Hyde.

## Membres
- Haruna Ono (Haruna / Haru), née le 10 août 1988, dans la préfecture d'Aichi, est chanteuse principale, leader et guitariste du groupe.
- Tomomi Ogawa (Tomomi / Tomo et Timo), née le 31 mai 1990, dans la préfecture de Hyōgo, est bassiste et 2e chanteuse du groupe.
- Mami Sasazaki (Mami / Mamitasu et Sassa), née le 21 mai 1990, dans la préfecture d'Aichi, est guitariste principale et 3e chanteuse du groupe.
- Rina Suzuki (Rina / Rinax, Rinachai et Rinakkusu), née le 21 août 1991, dans la préfecture de Nara, est batteuse et 4e chanteuse du groupe. Elle a aussi participé à Halloween Junky Orchestra.

## Participation diverses
- Le groupe a chanté le thème du 17e film de Pokémon[1].
- Deux des musiques du groupe ont servi aux 10e[2] et 15e[3] génériques de début de l'animé Bleach.
- La chanson Shunkan Sentimental a servi de 4e générique de fin à l'animé Full Metal Alchemist Brotherhood.
- En 2012, la chanson Satisfaction est utilisée par Microsoft pour la publicité de Windows 8.
- En 2016, la chanson Scandal in the house apparaît dans le film L'Idéal.

## Discographie

### Compilations
- 2012 : Scandal Show
- 2013 : Encore Show
- 2015 : Greatest Hits - European Selection
- 2017 : Scandal

## Autres
Pour chaque album, un livre de partitions ou d'images inédites sont publiés.
- 2009 : Scandal Best Scandal Band Score (SCANDAL BEST★SCANDAL バンドスコア)
- 2010 : Temptation Book Scandal
- 2010 : Scandal Temptation Box Official Band Score (SCANDAL TEMPTATION BOX オフィシャル・バンド・スコア?)
- 2011 : Band Score Scandal "Baby Action" (バンドスコア SCANDAL「BABY ACTION」)
- 2011 : Girls Be Scandalous!
- 2012 : Band Score Scandal "Scandal Show" (バンドスコア SCANDAL 「SCANDAL SHOW」)
- 2012 : Band Score Scandal "Queens Are Trumps: Kirifuda wa Queen" (バンドスコア SCANDAL 「Queens are trumps-切り札はクイーン-」)
- 2013 : Band Score Scandal "Encore Show" (バンドスコア SCANDAL 「ENCORE SHOW」)